# Custodia de la Catedral de Toledo
La custodia de la Catedral de Toledo es una custodia monumental sita en la Sala del Tesoro de la Catedral de Toledo, realizada en plata dorada por Enrique de Arfe entre 1515 y 1523, y que a su vez envuelve a un ostensorio o custodia ligeramente anterior, que perteneció a la reina Isabel la Católica.

## Descripción: tres objetos
La custodia interior y portátil que forma parte del monumento fue realizada en oro parcialmente esmaltado, y está guarnecida con piedras preciosas y perlas; materiales que se dice fueron de los primeros traídos por Cristóbal Colón en sus primeros viajes a América. Este trabajo fue realizado entre 1495 y 1499 por el platero barcelonés Jaume Aimeric, mide 98 cm de altura y pesa 16,9 kg. Esta joya fue un encargo de la reina Isabel la Católica y a la muerte de esta, la pieza fue comprada en la testamentaría de la reina en el año 1505 por el Cabildo Primado de la Catedral de Toledo, por mandato del arzobispo Francisco Jiménez de Cisneros. 
Pocos años más tarde el Cabildo encargó una obra mayor para ser usada en las procesiones del Corpus, objeto habitual de uso de las custodias. Se encargaron proyectos a Diego Copín de Holanda, Juan de Borgoña y Enrique de Arfe, siendo este último artista de origen alemán quien ganó el concurso presentando un modelo de madera.
Tras siete años de trabajo Arfe entregó una custodia monumental, habiendo usado 18 kilos de oro y 183 de plata; se compone de 5600 piezas y 12 500 tornillos; y ostenta 260 estatuillas. La custodia como la anterior de la reina católica tiene un aspecto arquitectónico gótico.
El conjunto de ambas custodias descansa desde el siglo 18 sobre la llamada Peana de los Ángeles, un pedestal de plata con sobrepuestos de bronce, en forma de artesa y sostenida por cuatro ángeles de plata, realizada en 1741-1742 por el platero de la Catedral Manuel Bargas Machuca, siguiendo modelos del escultor y arquitecto Narciso Tomé.

## Historia
Tras la adquisición de la custodia de la reina católica y su ampliación con la de Arfe en el primer cuarto del s. 16; la custodia de plata se doró en 1586. Desde 1585 es costumbre en Toledo sacar la custodia en la procesión del Corpus, usándose para ese fin una carroza especial, de tracción humana, hecha en 1781 por Bernardo Miquelez, cubierta exteriormente con una ornamentación barroca a base de tallas y paños bordados, y que cuenta con un mecanismo basculante para que la Custodia vaya siempre vertical, aún en las calles en pendiente. En 1600 se coronó el viril de la custodia con una cruz ornamentada con diamantes.
En agosto de 2011 la Custodia se trasladó por unos días de Toledo a Madrid para la Jornada Mundial de la Juventud que presidió el papa Benedicto XVI.
Fue declarada Bien de Interés Cultural en 1909. Entre 2015 y 2016 fue restaurada.

## Imágenes

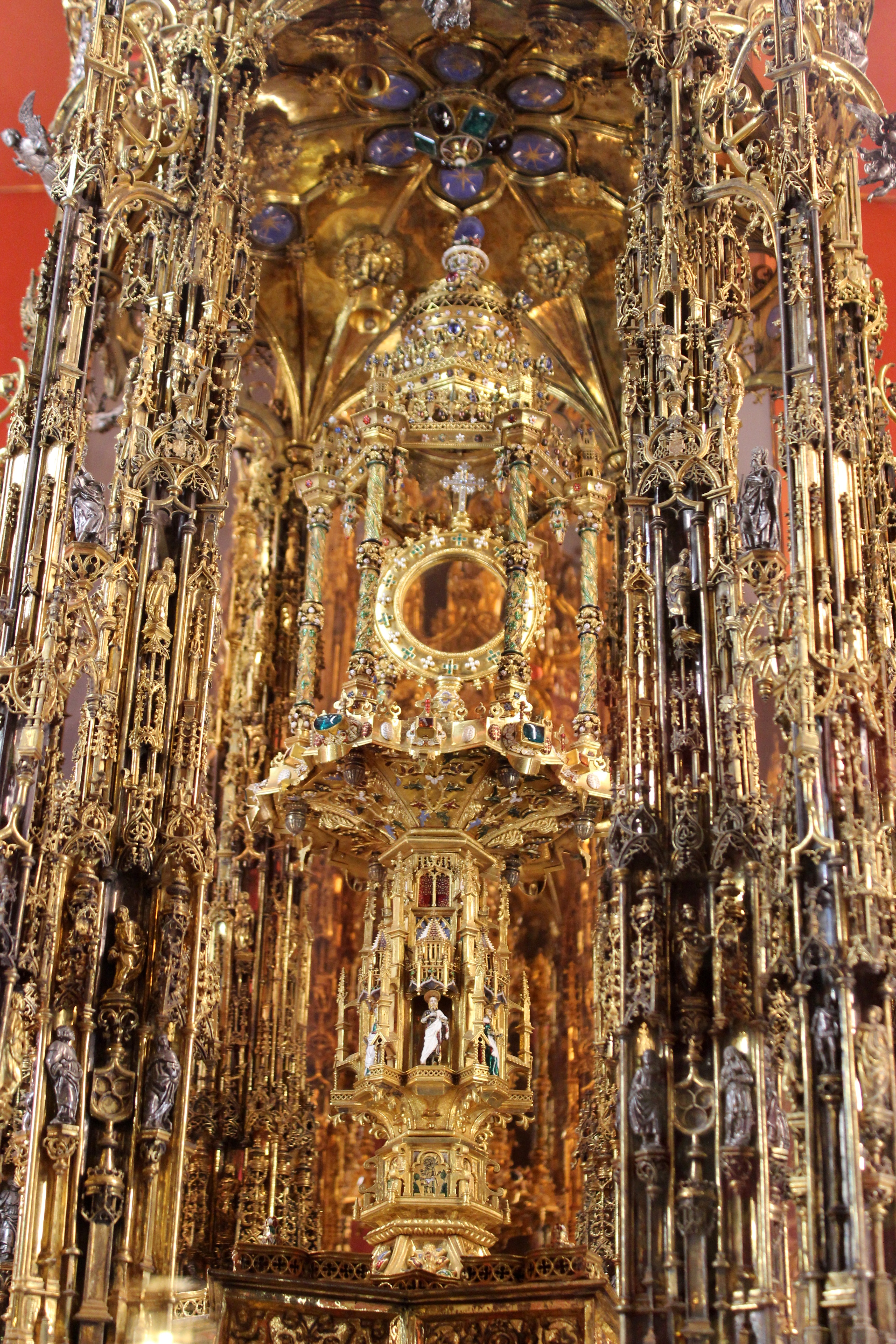
Custodia de Isabel la Católica, de 1499, envuelta en la mucho mayor custodia posterior.
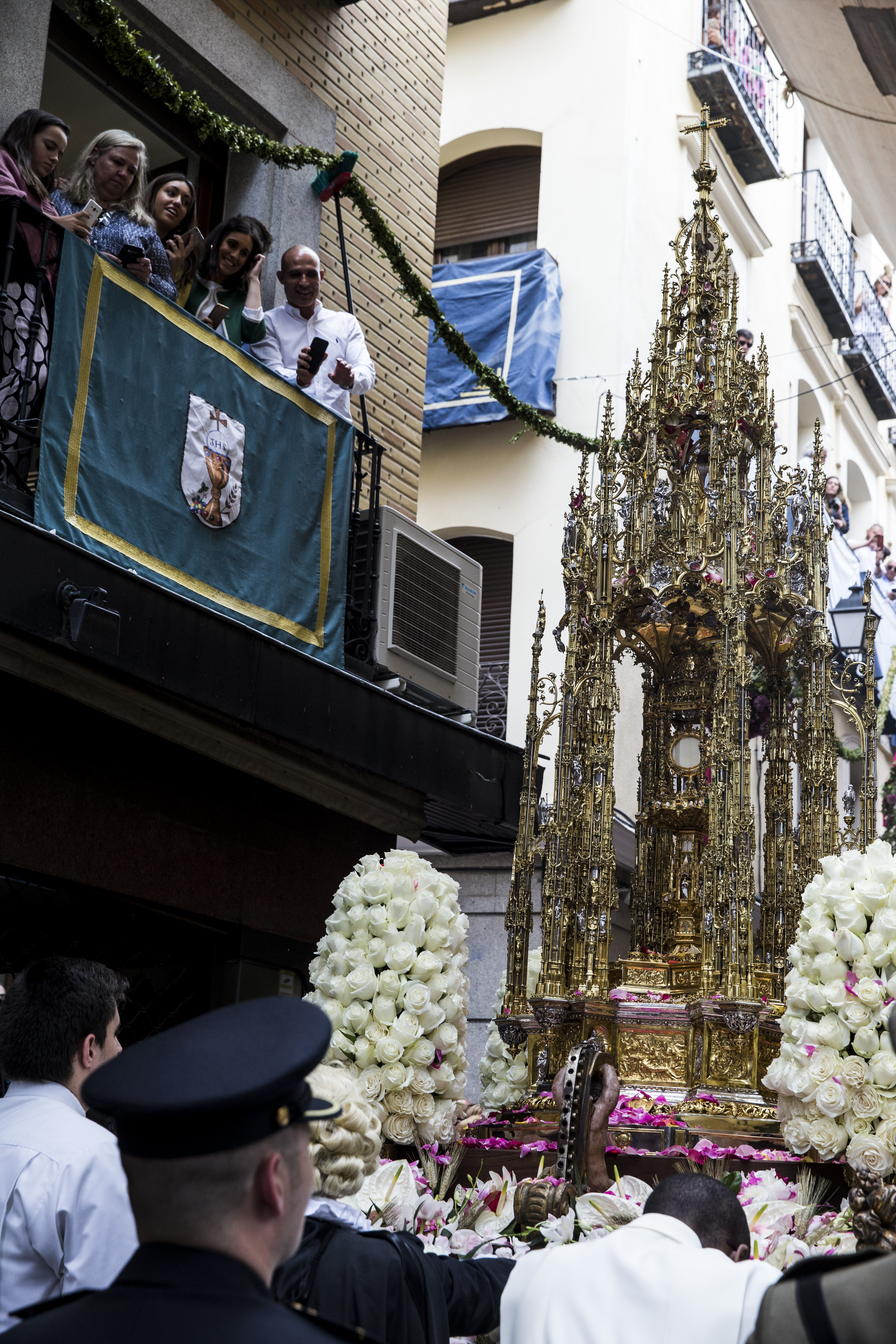
La Custodia en procesión en Corpus Christi.
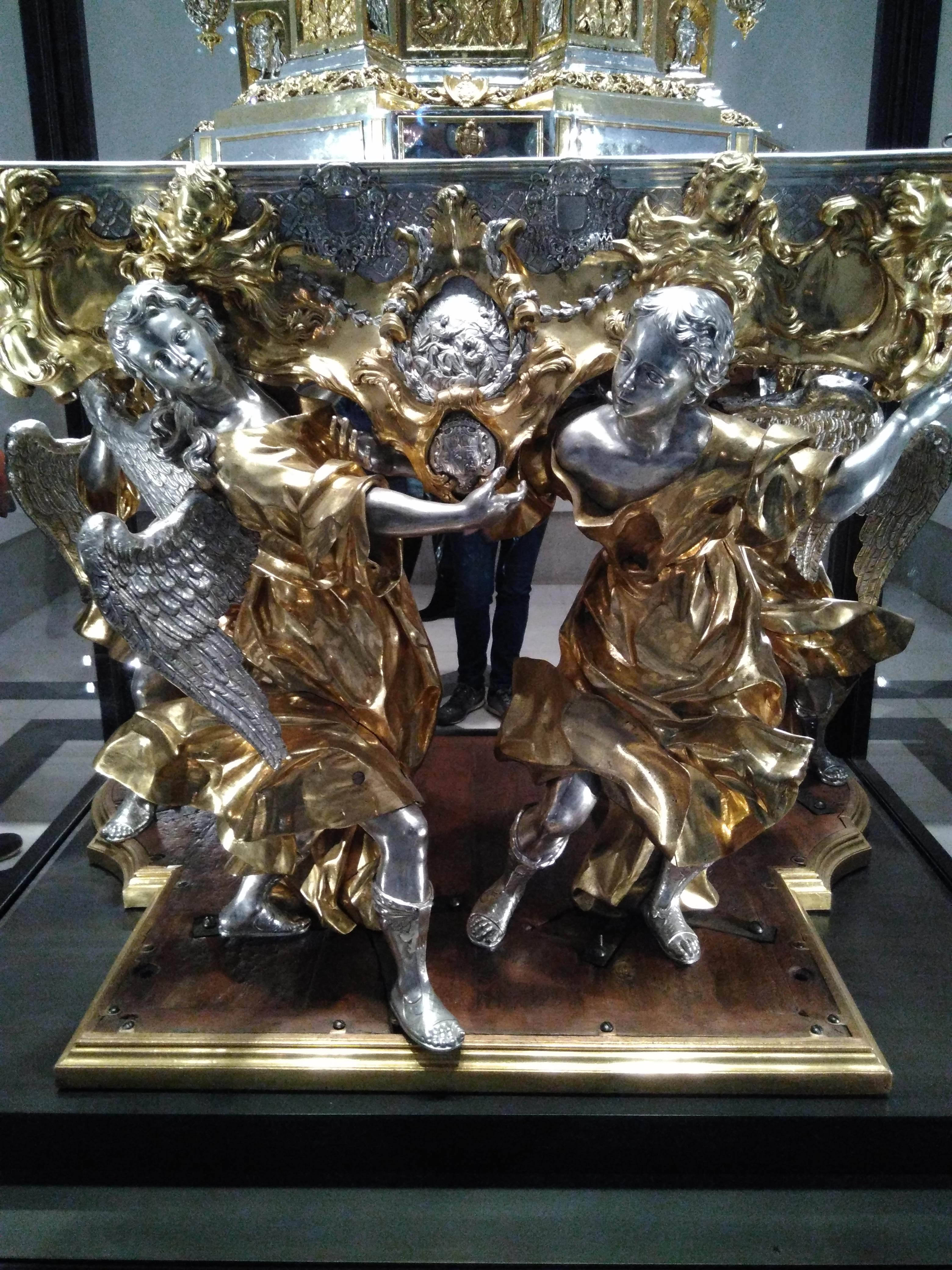
La Peana de los Ángeles (1742), que sostiene la Custodia en la sala del Tesoro de la Catedral.